# Fox Corporation
Fox Corporation (скорочено Fox Corp.; зазвичай просто Fox) — американська компанія-ЗМІ зі штаб-квартирою в центрі Мангеттена, штат Нью-Йорк. Компанія була створена в 2019 році в результаті придбання 21st Century Fox The Walt Disney Company; активи, які не були придбані Disney, були виділені з 21st Century Fox як нова Fox Corp., а її акції почали торгуватися 1 січня 2019 року. Fox Corp. зареєстрована в штаті Делавер.
Належить родині Мердок через сімейний траст із 39% відсотків; Руперт Мердок є головою, а його син Лаклан Мердок — виконавчим головою та генеральним директором. Fox Corp. головним чином займається телевізійним мовленням як трансляції, новини і спорт мовлення промисловості шляхом інших активів 21-го століття Фокс, що не були придбані Disney. До них належать телерадіокомпанія Fox, Телевізійні станції Fox, Fox News, Fox Business, Національні мережі Fox Sports та інші. Його дочірня компанія, що знаходиться під контролем Мердока, сучасна News Corp, володіє його друкованими та іншими активами ЗМІ.

## Історія
Назва компанії прослідковується через серію злиттів та обмежень до Fox Film Corporation, заснованої Вільямом Фоксом 1 лютого 1915 р.

### Формування
14 грудня 2017 року компанія The Walt Disney оголосила про намір придбати кіно-, кабельні- та прямі супутникові підрозділи 21st Century Fox. Залишок компанії сформував би так званий «Новий Фокс», підтримуючи контроль над активами, такими як Fox Broadcasting Company, Fox Television Stations, Fox News, національні мережі Fox Sports та партія студії 20th Century Fox, що здано в оренду Disney на сім років. Регіональні спортивні мережі Fox мали бути включені в продаж до Disney. У травні 2018 року було підтверджено, що Лачлан Мердок, а не Джеймс Мердок, буде керувати компанією «New Fox».
Злиття зазнало антимонопольного контролю; Disney юридично не зможе володіти мережами ABC та Fox через політику FCC, відому як «правило подвійної мережі», яка забороняє злиття між провідними мережами мовлення. Міністерство юстиції США також наказало, щоб регіональні спортивні мережі Fox були продані Disney протягом 90 днів після закриття. Disney Company належить 80 відсотків ESPN, і Міністерство юстиції вважало, що поєднання регіональних мереж Fox з ESPN зробить Disney занадто домінуючим на ринку кабельного спорту.
У середині 2018 року материнська компанія NBCUniversal Comcast підштовхнула до торгів за активами Fox, які планував придбати Disney, і британським мовником Sky plc (компанією, в якій акції 21st Century Fox брали участь і планували придбати решту). В липні 2018 року Фокс погодився на збільшення пропозиції Діснея до 71,3 млрд доларів, щоб відбитися від зустрічної пропозиції Comcast. Британські регуляторні органи розпорядились провести сліпий аукціон для активів Sky, який виграв Comcast. 
10 жовтня 2018 року було повідомлено, що для підготовки до майбутнього завершення продажу нова організаційна структура «New Fox» після злиття буде впроваджена до 1 січня 2019 року. 14 листопада 2018 року стало відомо, що нова незалежна компанія збереже оригінальну назву Fox. 7 січня 2019 року заява про реєстрацію Fox Corporation була подана Комісією США з цінних паперів та бірж.
11 січня 2019 року Fox заявив у декларації про цінні папери, що не планує торгувати у своїх колишніх регіональних спортивних мережах; вони замість цього підуть до консорціуму, очолюваного Sinclair Broadcast Group, причому Fox Corporation продовжує ліцензувати назву FSN для цих станцій, поки Sinclair не зможе розробити новий бренд. 12 березня 2019 року Дісней оголосив, що продаж буде завершений до 20 березня 2019 року. 19 березня 2019 року корпорація Fox офіційно розпочала торгівлю на S&P 500, замінивши на індексі 21st Century Fox. Республіканський політик та колишній спікер палати Пол Райан також приєднався до правління корпорації Fox у цей час.

### Початок операцій
Корпорація Fox розпочала свою діяльність окремо 18 березня 2019 року. Голова та генеральний директор Лаклан Мердок очолив засідання ратуші через три дні, вказуючи, що акції будуть видаватися працівникам корпорації на основі довголіття.
У травні 2019 року через підрозділ Fox Sports корпорація Fox придбала 4,99% акцій канадського оператора азартних онлайн-ігор The Stars Group за 236 мільйонів доларів. В результаті було також оголошено, що компанії будуть спільно розробляти товари для спортивних ставок для ринку США під брендом Fox Bet.
На початку липня 2019 року компанія Fox Entertainment оголосила про створення SideCar, керівництво якої очолила Гейл Берман. SideCar — це підрозділ для розробки контенту для Fox та інших торгових активів.
У серпні 2019 року корпорація Fox оголосила, що придбає Credible Labs за 397 мільйонів доларів та анімаційну студію Bento Box Entertainment за 50 мільйонів доларів.
У квітні 2020 року Fox придбав потокову послугу Tubi за 440 мільйонів доларів.

## Корпоративне управління

### Рада директорів
- Руперт Мердок (голова)[16]
- Лаклан Мердок (виконавчий голова)
- Чейз Кері
- Енн Діас
- Роланд А. Ернандес
- Жак Нассер
- Пол Райан

### Виконавче управління
- Лахлан Мердок (виконавчий голова та головний виконавчий директор)[28]
  - Джон Наллен (операційний директор)
  - В'єт Д. Дінь (Директор з питань юридичних питань та політики)
  - Стів Томіч (фінансовий директор)
  - Джек Аберні (генеральний директор, телевізійні станції Fox)
  - Майкл Біард (президент з експлуатації та розподілу)
  - Пол Чесбро (головний технічний директор і президент Digital)
  - Чарлі Колліє (виконавчий директор, Fox Entertainment)[36]
    - Емі Карні, головний операційний директор
    - Майкл Торн, президент розваг
    - Роб Уейд, президент, Alternative Entertainment and Specials

  - Джо Доррего (головний директор зі зв'язків з інвесторами та EVP корпоративних ініціатив)
  - Маріанна Гамбеллі (президент з продажу реклами)[37]
  - Кевін Лорд (виконавчий віце-президент з питань людських ресурсів)
  - Денні О'Брайен (виконавчий віце-президент та глава урядових відносин)
  - Сюзанна Скотт (виконавчий директор, Fox News Media)
  - Ерік Шенкс (виконавчий директор та виконавчий продюсер, Fox Sports)
  - Джефф А. Тейлор (виконавчий віце-президент та головний юрисконсульт)
  - Клаудія Теран (виконавчий віце-президент та головний корпоративний радник)

## Активи
- Fox Broadcasting Company[36]
  - Fox Entertainment
    - Bento Box Entertainment[32]
    - Фокс Альтернативні розваги
    - SideCar[30]
    - XOF Productions

  - Fox Now
- Fox Television Stations
  - 28 станцій
  - MyNetworkTV
  - Фільми! (50%)
  - Fox Soul
  - Fox First Run
- Fox News Media 
  - Канал новин Fox
  - Фокс Business
  - Fox News Radio
  - Fox News Talk
  - Fox Nation
- Fox Sports Media Group 
  - FS1
  - FS2
  - Фокс Депортес
  - Мережа «Великої десятки» (51%)
  - Fox Soccer Plus
  - Лисиця Спортивні гонки
  - Fox Sports Radio (ліцензійна угода з брендом iHeartMedia/Premiere Networks)
  - Fox Sports Digital Media
    - FoxSports.com

  - The Stars Group (4,99%)
- Credible Labs (67%)[31]
- Tubi[34]